# إنفيموس: سكند سن
إنفيمُس: سكَنْد سَن (بالإنجليزية: inFAMOUS: Second Son)‏ هي لعبة فيديو من نوع أكشن-مغامرات، صدرت في مارس 21, 2014، وهي متوفرة على أجهزة بلاي ستيشن 4. اللعبة من تطوير سكر بنش برودكشنز ومن نشر سوني كمبيوتر إنترتينمنت.

## وصلات خارجية
- Infamous Second Son entry at PlayStation.com
- Infamous Second Sun على موبي غيمز
- إنفيموس: سكند سن على موقع IMDb (الإنجليزية)